# Richard Long (4e vicomte Long)
Richard Gerard Long, 4e vicomte Long (30 janvier 1929 - 13 juin 2017) est un pair britannique, membre du parti conservateur. 

## Carrière
Né à Londres, deuxième fils de Eric Long (3e vicomte Long), il fait ses études à Harrow et sert dans les 1er et 2e bataillons du régiment du Wiltshire de 1947 à 1949. Son frère aîné, Walter Reginald Basil, est mort en Grèce en 1941 pendant la Seconde Guerre mondiale et Long succède à son père en 1967. 
En 1974, il entre en politique en tant que whip de l'opposition et est ensuite Lord-in-waiting (whip principal du gouvernement) de 1979 à 1997. 
Long est nommé Commandeur de l'Ordre de l'Empire britannique (CBE) dans les honneurs du Nouvel An 1993. 

## Mariages et famille
Le vicomte Long a vécu pendant de nombreuses années au Steeple Ashton Manor, et plus tard à The Island, Newquay, une maison sur un rocher reliée au continent par un pont suspendu privé. 
Il se marie trois fois et a trois enfants de sa première épouse, Margaret (1928–2016)
- Sarah Long (née en 1958)
- James Richard Long (né en 1960), 5e vicomte Long
- Charlotte Long (1965-1984), une actrice[2], qui est tuée dans un accident de voiture le 6 octobre 1984 à l'âge de 18 ans[3]

Il est décédé le 13 juin 2017 à l'âge de 88 ans . Son service funèbre a lieu à l'église St Mary, à Steeple Ashton, le 29 juin 2017. Son fils James lui succède comme 5e vicomte Long.